# ناوشکن کلاس هلند
دیسترویر کلاس هلند (به انگلیسی: Holland-class destroyer) یک کلاس از کشتی است که طول آن ۱۱۳٫۱ متر (۳۷۱ فوت ۱ اینچ) می‌باشد.